# Ray Mantilla
Ray Mantilla, nacido Raymond Mantilla (Nueva York, 22 de junio de 1934-Nueva York, 21 de marzo de 2020) fue un percusionista estadounidense de jazz y jazz latino. Ha trabajado como músico de sesión y como colaborador en giras, con los principales músicos de jazz de su época. Mantilla fue también director de big bands, destacando el grupo "M'Boom", coliderado con Max Roach.

## Historial
Mantilla comenzó a tocar en Nueva York, a mediados de los años 1950. En esa época, trabajó con un gran número de bandas de latin jazz, entre las que se incluyen La Playa Sextet, las big bands de Xavier Cugat, Lou Perez, René Touzet, Miguelito Valdez, y el Monguito Conjunto. Acompañó a la cantante Eartha Kitt, en 1955. En 1960 realizó una gira con la banda de Herbie Mann y grabó con Max Roach. También grabó con Al Cohn, en 1961, y con Freddie Hubbard, Buddy Rich, y Larry Coryell. Desde 1963 a 1969, Mantilla lideró su propia big band en Puerto Rico, uniendo en 1970 fuerzas con Max Roach, para formar el grupo de percusiones, "M'Boom".
Mantilla fue miembro de los Jazz Messengers de Art Blakey a comienzos de los años 1970, realizando giras por EE. UU., Europa y Japón. A continuación, grabó con Gato Barbieri, Joe Farrell (1974), Richie Cole, Don Pullen (1976-77), Charles Mingus (1977-78), Walter Bishop, Jr., y Morgana King (1979). Realizó una gira por Cuba con Dizzy Gillespie, en 1977.
En 1979 fundó un grupo llamado "The Ray Mantilla Space Station", y a lo largo de la década de 1980, trabajó en directo y en grabaciones, con músicos como Muhal Richard Abrams, Kenny Burrell, Shirley Scott o Warren Chiasson. En 1991 puso en marcha una nueva banda, "The Jazz Tribe".
Falleció a los ochenta y cinco años en Nueva York el 21 de marzo de 2020 a consecuencia una complicación con el linfoma que padecía, la noticia fue difundía por su hermano Kermit Mantilla.

## Discografía como líder
- Mantilla (Inner City Records, 1978)
- Hands of Fire (Red Records, 1984)
- Synergy (Red, 1986)
- Dark Powers (Red, 1988)
- The Next Step (Red, 2000)
- Man-Ti-Ya (Savant Records, 2004)
- Good Vibrations (Savant, 2006)